# Pär Sundström
Pär Sundström (8. června 1981, Falun, Švédsko) je švédský baskytarista heavy/power metalové kapely Sabaton. Kapelu založil v roce 1999 spolu s Rikardem Sundénem, Joakimem Brodénem a Oskarem Monteliusem. Pär a zpěvák Joakim Brodén byli jediní dva členové, kteří se po rozpadu kapely v roce 2012 rozhodli se Sabaton pokračovat.Zbytek skupiny vytvořil novou power metalovou kapelu s názvem Civil War.
Sundström v Sabaton kromě hraní na baskytaru spolu s Brodénem píše texty písniček a skládá hudbu. Zároveň se také skupině stará o management. Sabaton je tak pro něj dle jeho vlastních slov „životní partner“, o kterého se stará každý den v roce.

## Baskytara a vybavení
Hraje na baskytaru stylu modern heavy bass LTD-414FM v barvě černo-bílo-šedých maskovacích vzorů (viz obrázek). Dříve (do roku 2018) hrál na tutéž baskytaru, avšak v barvách švédské vlajky s logem sabatonu.
Na koncertech používá modelingovou hlavu Kemper Profiler

## Diskografie

### Sabaton
- Fist for Fight (2001)
- Primo Victoria (2005)
- Attero Dominatus (2006)
- Attero Dominatus & Primo Victoria Sampler (extended play, 2007)
- Metalizer (2007)
- The Art of War (2008)
- Coat of Arms (2010)
- World War Live: Battle of the Baltic Sea (koncertní album, 2011)
- Metalus Hammerus Rex (kompilace, 2012)
- Carolus Rex (2012)
- Swedish Empire Live (koncertní album, 2013)
- Heroes (2014)
- Heroes on Tour (koncertní album, 2016)
- The Last Stand (2016)
- The Great War (2019)